# Platymantis cornutus
Espèce
Synonymes
- Cornufer cornutus Taylor, 1922
- Platymantis cornuta (Taylor, 1922)

Statut de conservation UICN

 LC  : Préoccupation mineure
Platymantis cornutus est une espèce d'amphibiens de la famille des Ceratobatrachidae.

## Répartition
Cette espèce est endémique de Luçon aux Philippines. Elle se rencontre de 500 à 900 m d'altitude dans la cordillère Centrale.

## Publication originale
- Taylor, 1922 : Additions to the herpetological fauna of the Philippine Islands, I. The Philippine journal of science, vol. 21, p. 161-206 (texte intégral).